# Gonomyia (Gonomyia) filiformis
Gonomyia (Gonomyia) filiformis is een tweevleugelige uit de familie steltmuggen (Limoniidae). De soort komt voor in het Nearctisch gebied.